# Primer principi
Un primer principi és un principi bàsic, una proposició fonamental que per això no admet demostració a partir de principis més bàsics, o no necessita demostració pel fet de ser autoevident. Els primers principis són abstractes i generals, aplicant-se a un gran nombre de casos.
En matemàtica i altres contexts, el primer principi rep el nom d'axioma o postulat.

## Principis filosòfics
Potser el primer principi més paradigmàtic de la filosofia sigui el principi de no contradicció. Aquest ja va ser exposat i defensat per Aristòtil a la seva Metafísica. Segons Aristòtil, el principi de no contradicció és aquell segons el qual és impossible que la mateixa característica pertanyi i no pertanyi al mateix objecte de la mateixa manera i al mateix temps. Per exemple, és impossible que una poma sigui vermella i no sigui vermella en el mateix sentit i ensems.
El principi de no contradicció es pot entendre en tres sentits: 
- sentit lògic: Tota proposició contradictòria és falsa: {\displaystyle \lnot (A\land \lnot A)}
- sentit doxàstic: No és possible creure que {\displaystyle (A\land \lnot A)} és vertader
- sentit ontològic: No és possible que una mateixa cosa sigui i no sigui en el mateix sentit i al mateix temps.

Altres principis filosòfics importants són el principi d'identitat i el principi ex nihilo nihil fit, segons el qual res pot sortir del no-res.

## Principis físics
En la física, es diu que un càlcul prové dels primers principis o ab initio, si comença directament en el nivell de les lleis establertes de la física i no fa suposicions tals com el model i els paràmetres d'ajustament de corbes. Per exemple, càlculs o simulació d'estereoelectrònica usant l'equació de Schrödinger directament és un enfocaments ab initio, ja que l'equació és més que una definició d'energia en el nivell del quàntum.
El sisè dels problemes de Hilbert consisteix, justament, a axiomatitzar tot la física. En altres paraules, es tracta de trobar els primers principis a partir dels quals es poden deduir totes les veritats de la física.